# Jacqueline (Sängerin)
Jacqueline Schmitka (* 13. November 1971 in Berlin) ist eine deutsche Disco-/Schlagersängerin, die unter ihrem Künstlernamen Jacqueline auftritt.

## Biografie
1991 veröffentlichte Jacqueline ihre Debüt-Single Auf der Erde, welche von G. G. Anderson und Engelbert Simons produziert wurde und auf Hansa Records erschienen ist. 1992 veröffentlichte sie die von Martin Tychsen, Sänger der Band Silent Circle, und Ingo Hennemann produzierte Single Drei Worte für Sarah über Electrola. Es folgten Anfang der 1990er zwei weitere von Tychsen produzierte Singles, die jedoch nicht an die Bekanntheit ihrer ersten Veröffentlichungen heran reichten. 1998 veröffentlichte Jacqueline als Teil des Musik-Duos Mona & Lisa eine Coverversion von Yes Sir, I Can Boogie. 2008 startete Jacqueline ihr Comeback und veröffentlichte zwei Studioalben und mehrere Singles über Happy Vibes Records. Chartplatzierungen gelangen ihr mit diesen Veröffentlichungen jedoch nicht.

## Diskografie

### Studioalben
- 2008: Auf der Erde (Happy Vibes Records)
- 2010: Sonne, Mond und Sterne (Happy Vibes Records)

### Singles
- 1991: Auf der Erde (Hansa Records)
- 1992: Drei Worte für Sarah (Electrola)
- 1993: Wenn Du Sagst: "Ich Dich Auch." (Electrola)
- 1994: Nimm Mich Heute Nacht (Mit In Deine Träume) (Ariola, Hansa Records)
- 2008: Japanese Boy (Happy Vibes Records)
- 2009: Joghurt vor der Tür (Happy Vibes Records)
- 2009: Liebeszauber (Happy Vibes Records)
- 2010: Sonne, Mond und Sterne (Happy Vibes Records)
- 2011: Sascha (Happy Vibes Records)